# Давидово (Орічівський район)
Дави́дово (рос. Давыдово) — присілок у складі Орічівського району Кіровської області, Росія. Входить до складу Істобенського сільського поселення.
Населення становить 2 особи (2010, 8 у 2002).
Національний склад станом на 2002 рік — росіяни 100 %.